# Tieme Klompe
Tieme Klompe (ur. 8 kwietnia 1976 w Rodenie) – holenderski piłkarz grający na pozycji obrońcy, trener piłkarski.

## Życiorys
Występował w juniorach VV Roden, w tym też klubie rozpoczął seniorską karierę. W 1996 roku został piłkarzem Heerenveen. W Eredivisie zadebiutował 1 marca 1997 roku w wygranym 3:1 spotkaniu z Rodą JC. W barwach Heerenveen m.in. zdobył wicemistrzostwo Holandii w sezonie 1999/2000, a także rozegrał dwa spotkania w Lidze Mistrzów. Ponadto w 1998 roku wystąpił w dwóch meczach reprezentacji Holandii U-21. W sezonie 2004/2005 był piłkarzem RKC Waalwijk, rozgrywając dla klubu dwa ligowe spotkania. Następnie podpisał amatorski kontrakt z FC Groningen. W październiku 2005 roku zakończył karierę piłkarską, argumentując to brakiem motywacji do gry w piłkę.
Po zakończeniu kariery zawodniczej Klompe pełnił różne funkcje w sc Heerenveen: trenera juniorów (2010–2013), asystenta trenera (2012–2017) oraz trenera rezerw (2014–2015). Ponadto w 2015 roku został asystentem selekcjonera reprezentacji Holandii U-20. W latach 2018–2019 był trenerem w klubie Harkemase Boys.

## Statystyki ligowe
| Sezon         | Klub          | Liga       | Mecze | Gole |
| ------------- | ------------- | ---------- | ----- | ---- |
| 1996/1997     | sc Heerenveen | Eredivisie | 6     | 0    |
| 1997/1998     | sc Heerenveen | Eredivisie | 27    | 0    |
| 1998/1999     | sc Heerenveen | Eredivisie | 29    | 0    |
| 1999/2000     | sc Heerenveen | Eredivisie | 24    | 0    |
| 2000/2001     | sc Heerenveen | Eredivisie | 24    | 0    |
| 2001/2002     | sc Heerenveen | Eredivisie | 25    | 0    |
| 2002/2003     | sc Heerenveen | Eredivisie | 10    | 0    |
| 2003/2004     | sc Heerenveen | Eredivisie | 0     | 0    |
| 2004/2005     | RKC Waalwijk  | Eredivisie | 2     | 0    |
| 2005/2006 (j) | FC Groningen  | Eredivisie | 1     | 0    |